# PFC Levski Sofija
Levski Sofija (bolgarsko ПФК Левски София), ali preprosto Levski je bolgarski nogometni klub iz Sofije. Ustanovljen je bil 24. maja 1914 in igra v 1. bolgarski nogometni ligi. Klub so že leta 1911 ustanovili študentje sekundarne visoke moške šole, kjer je bil nogomet glavni šport. Leta 1914 je bil klub uradno registriran in poimenovan po bolgarskemu revolucionarju in narodnemu heroju, Vasilu Levskemu. Klub že od leta 1921 ni bil relegiran v nižjo ligo in v tem času je osvojil 73 pokalov, od tega 26 ligaških pokalov, 25 bolgarskih pokalov ter 3 superpokale. Mednarodno je Levski prišel tudi do treh četrtfinalov pokala evropskih pokalnih zmagovalcev ter dveh četrtfinalov Evropske lige. Leta 2006 je kot prvi bolgarski klub nastopil v Ligi prvakov.
Domači stadion Levskega je Stadion Georgija Asparuhova. Na domačih tekmah nastopajo v modrih dresih.

## Rivalstvo
Največji rival Levskega je PFC CSKA Sofija. Dvoboj med tema dvema kluboma je znan kot večni derbi.